# Odinia loewi
Odinia loewi är en tvåvingeart som beskrevs av Collin 1952. Odinia loewi ingår i släktet Odinia och familjen tickflugor. Arten är reproducerande i Sverige. Inga underarter finns listade i Catalogue of Life.